# Miridiba leucophthalma
Miridiba leucophthalma är en skalbaggsart som beskrevs av Christian Rudolph Wilhelm Wiedemann 1819. Miridiba leucophthalma ingår i släktet Miridiba och familjen Melolonthidae. Inga underarter finns listade i Catalogue of Life.